# صوابع الهوانم

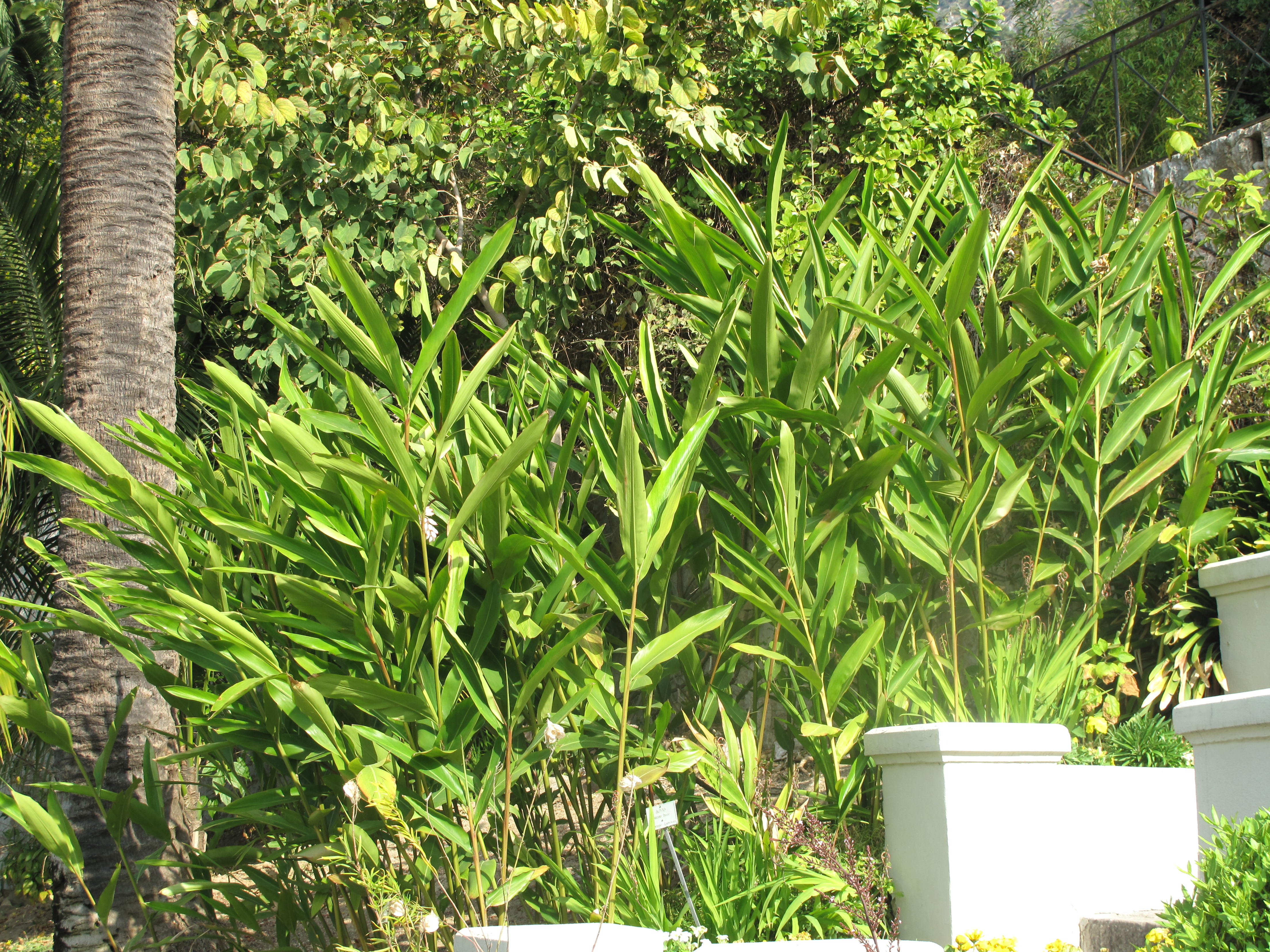

صوابع الهوانم (الاسم العلمي: Alpinia nutans)، هو نبات ينتمي إلى زنجبيلية (فصيلة: Zingiberaceae).